# Dušan Švantner
 (mai 2025).
Si vous disposez d'ouvrages ou d'articles de référence ou si vous connaissez des sites web de qualité traitant du thème abordé ici, merci de compléter l'article en donnant les références utiles à sa vérifiabilité et en les liant à la section « Notes et références ».
Dušan Švantner est membre du Parti national slovaque. Il était membre du Conseil national de la République slovaque de 1994 à 1998 et de 1998 à 2002. Il est né à Brezno